# 大阔饭店
大阔饭店位于当时的天津英租界的马厂道（Race Course Road）（今和平区浙江路与曲阜道交口，浙江路15号），始建成于1931年，原为商业、公寓两用的综合性公共建筑。现为重点保护等级历史风貌建筑和天津市文物保护单位。

## 历史
大阔饭店建于1931年，由犹太人崔伯夫出资兴建。2008年大阔饭店进行整修。清理了建筑外檐不同时期的涂料，使建筑墙体恢复了历史原貌。并对建筑外墙和屋顶的重要装饰物进行了修补。大阔饭店曾为天津市人民政府第三招待所。大阔饭店现一层为李先生牛肉面，其余为快捷酒店。

## 建筑风格
大阔饭店为钢筋混凝土结构四层楼房，局部设有五层塔楼，平面呈条状，弧形转角。建筑外檐为混水墙，局部为红砖清水墙面，该建筑外立面原有混凝土、红砖装饰，后来被被涂料掩盖。局部窗间的墙面上装饰有精美花饰。大阔饭店一楼大厅设有十棵混凝土圆柱，柱头为简化的多立克柱头，大厅内地面铺有木护墙板和木地板。饭店房间内部装饰豪华，部分房间设有木质护墙板和壁炉。该建筑风格特点受现代建筑思潮的影响，注重功能和形式的简洁，具有现代建筑主义特征。

## 内部链接
- 天津利顺德饭店
- 泰莱饭店大楼